# Rauwe sienna
Rauwe sienna of sienna naturel is een pigment met een bruinachtige kleur, dat gebaseerd is op een kleisoort, een limoniet, die in de omgeving van het Italiaanse Siena gevonden wordt. In het Italiaans heet het pigment terra di Siena. Het pigment is dan ook een aardkleur. De naam rauwe sienna staat in tegenstelling tot gebakken of gebrande sienna, dat uit de rauwe sienna kan worden verkregen door verhitting, zoals gele klei na het bakken rood aardewerk wordt. Rauwe sienna is gehydrateerd waardoor het transparant is en als een glacerende kleur kan worden gebruikt in de schilderkunst.
De geelbruine kleur van sienna is afkomstig van ijzeroxides. Naast de gele- en rode okerkleuren is sienna een van de eerste pigmenten die de mensheid heeft gebruikt, en het wordt derhalve veel in grotschilderingen aangetroffen.
De productie van Sienna vindt nog steeds in Italië plaats, vooral op de eilanden Sardinië en Sicilië. De aardlagen met deze kleisoort dateren algemeen uit het Precambrium. In moderne verven is het pigment vaak vervangen door een transparant synthetisch ijzeroxide. De originele rauwe sienna heeft in de Colour Index International de aanduiding PY-43.